# Крвни суд
Крвни судови или крвне жиле групишу се према томе да ли доводе или одводе крв од срца и према величини. То су артерије, вене и капилари. Артерије и мање артериоле одводе крв од срца до капилара, које су повезане са мањим венама, и кроз које протиче крв до већих вена које доводе крв натраг у срце. Унутрашњост крвних судова је обложена слојем епителних ћелија - ендотелијум. Најмањи крвни судови, капилари, се састоје само од слоја ендотелијума, док остали крвни судови имају и танке слојеве других протеина, нпр. колаген и еластин.

## Артерије
Артерије одводе крв од срца према органима и ткивима. Имају пречник од ~12.5 милиметара, и зид дебљине 2 милиметара. Мање артерије које се гранају од аорте имају унутрашњи пречник од 2 до 6 милиметара и зид дебљине 1 милиметар. Зидови артерија садрже велики број протеина као што је еластин, јер им то помаже при ширењу и омогућава им да функционишу и под високим крвним притиском. Крвни притисак је иначе највиши у артеријама од свих других крвних судова које чине васкуларни систем. Ове физичке карактеристике чине артерије у исто време веома еластичне, али и довољно јаке да опстану под високим притиском а да се не оштете.

## Артериоле
Артериоле су мање од артерија и доводе крв до капилара. За разлику од артерија не могу да се виде голим оком (артериоле, мале вене и капилари чине микроциркулациони систем, јер су све три невидљиве голим оком). Пречник артериоле је ~0.03 милиметара (30 микрометара), док је зид дебљине 6 микрометара. Процењује се да се артериоле крећу по броју у неколико стотина хиљада. Главна функција артериола је регулација крвног протока према капиларима. Ток крви кроз артериола се регулише контракцијом самих артериола, док су ове контракције артериола регулисане од стране аутономног нервног система, локалних молекула и хормона.

## Капилари
Капилари су најмањи али и најбројнији крвни судови у организму, и броје се на око 10 милијарди. Сматра се да је величина целокупне површине свих капилара мало виша од 6000 m². Пречник једног капилара је 5-10 микромилиметара, док је зид дебљине 0,5 микромилиметара. Зид најтањих капилара се састоји само од једног слоја ендотелијума. Ова мала дебљина зида служи ефикасној размени материја, тј. брз и ефикасан провод из и у капиларе молекула кисеоника, угљендиоксида, шећера, амино киселина и воде. Ниво размена материја кроз зидове капилара варира од региона до региона, и у неким деловима тела, нпр. мозгу, размена не постоји. У зависности од дела тела у којем се налазе, капилари могу бити континуирани или прекривени порама. Код прве врсте капилара, континуирани, ендотелијалне ћелије су веома близу једне другим, и остављају мало простора измећу сваке ћелије. Ова врста капилара ефикасно проводе мале молекуле као и молекуле који поседују висок ниво растворљивости у липидима (молекули кисеоника, угљендиоксида и стероида), док је провод молекула растворљивих у води веома низак (натријум, калијум, амино киселине и шећери). У другој врсти капилара, које су прекривене порама, транспорт великих молекула као и протеина је могућ. Ова врста капилара се може наћи у органима које захтевају висок ниво размене материја, као што су бубрег и дебело црево.